# Ali Mabkhout
Ali Ahmed Mabkhout Mohsen Omaran Alhajeri (arab. علي احمد مبخوت محسن عمران الهاجري, ur. 5 października 1990 w Abu Zabi) – emiracki piłkarz występujący na pozycji napastnika w drużynie Al-Jazira Club. Najbardziej znany jako Ali Mabkhout.

## Kariera klubowa
Od samego początku swojej kariery występuje w drużynie Al-Jazira Abu Zabi. Zadebiutował w nim pod koniec sezonu 2008/2009, a już w swoim drugim meczu w lidze zdobył swoją pierwszą bramkę. W maju 2009 roku zdobył swoją pierwszą bramkę w rozgrywkach azjatyckiej Ligi Mistrzów w zremisowanym 2:2 meczu z irańskim Esteghlal Teheran. W sezonie 2010/2011 zdobył swoje pierwsze i jak na razie jedyne mistrzostwo kraju. W kolejnym sezonie udało mu się sięgnąć wraz z zespołem po Puchar Prezydenta. W sezonie 2016/2017 zdobył w lidze 33 bramki, walnie przyczyniając się do zdobytego przez klub mistrzostwa kraju.

## Kariera reprezentacyjna
Pierwszą dużą imprezą na której miał szansę zagrać były Mistrzostwa Świata U-20 w Piłce Nożnej 2009. Reprezentacja ZEA doszła tam do ćwierćfinału, a Mabkhout w dwóch meczach grał od początku, a w dwóch wchodził na boisko z ławki rezerwowych, nie udało mu się jednak zdobyć bramki na tym turnieju. W 2010 roku zadebiutował w pierwszej reprezentacji swojego kraju w meczu towarzyskim z Czechami. Dwa lata później udało mu się dostać do kadry U-23, która miała reprezentować kraj podczas Igrzysk Olimpijskich w Londynie. Ten turniej nie był już tak udany dla ZEA, które zakończyło turniej już w fazie grupowej oraz dla samego Mabkhouta, który zaliczył zaledwie jeden występ przeciwko Senegalowi, kiedy jego reprezentacja była już bez szans na awans. W tym samym roku udało mu się jednak zaliczyć pierwsze trafienie w barwach narodowych w meczu towarzyskim z Estonią, a niewiele ponad miesiąc później „ustrzelił” hat-tricka w wygranym aż 6:2 meczu z Bahrajnem. Rok 2013 okazał się być przełomowym dla reprezentacyjnej kariery Alego. Selekcjoner Mahdi Ali powołał go na turniej o Puchar Zatoki, który reprezentacja ZEA wygrała, a Mabkhout był jej ważnym ogniwem zdobywając dwie bramki. Rok później podczas turnieju rozgrywanego w Arabii Saudyjskiej, Mabkhout został najlepszym strzelcem turnieju - zdobywając 5 bramek, jednak jego drużynie nie udało się obronić tytułu zdobytego przed rokiem. W 2015 roku znalazł się w kadrze na Puchar Azji. Podczas turnieju kadra ZEA zajęła trzecie miejsce. Nie udało im się awansować do Mistrzostw Świata w Rosji, natomiast zapewnili sobie awans na Puchar Azji. Mabkhout został powołany na ten turniej.